# 정수화
정수화(1954년 9월 1일 ~ )은 대한민국의 나전칠기 공예가이다. 가정형편으로 인해 초등학교 졸업 후 먼 친척인 주현호의 나전칠기 공방에서 일하였다. 1978년 군복무를 마치고 그 해 결혼하여 1남 1녀를 두었다. 1979년부터는 독립을 하여 장안동에 ‘장안칠기’라고 하는 공방을 내었다. 1985년에 의정부로 공방을 옮겼다가 다시 1988년 남양주 도농동으로 옮겼다. 1986년부터 작품활동을 통해 전승공예대전에 입선, 장려상, 특별상, 문화부장관상 등을 수상하고 전국기능경진대회 나전칠기 부문에서 금메달을 수상하였다. 1991년에는 나전장 기능보유자인 심부길 선생에게 전수교육을 받고 1994년 전수교육조교가 되었다. 1990년에는 김태희 선생이 사)한국옻칠문화연구원을 설립하였는데 이때 정제과정과 첨가제 사용법 등 옻칠정제방법을 전수받았다. 2001년 중요무형문화재 제113호 칠장 기능보유자로 인정받았다. 2005년에는 종묘 정전의 제상에 황색칠 도장 작업을 맡는 등 최고 수준의 칠장으로 평가받고 있다.

## 경력
- 1988년 서울올림픽 문화행사 초대작가 출품
- 1988년 서울올림픽 문화장 수상
- 1992년 전국기능경진대회 금메달 수상
- 1995년 대한민국 명장 선정
- 1995년 대한민국 칠기 명장
- 1996년 전승공예대전 문화부장관상
- 2001년 중요무형문화재 제113호 칠장 기능보유자 인정
- 2002년 대통령 산업포장 수상
- 2005년 종묘 유물(제상, 궤)보수, 고궁박물관 궁중유물(대왕벼루 등 16점)보수
- 2006년 백제역사문화재현단지 오층목탑 상륜부 옻칠 개금